# Tim Declercq
Tim Declercq (Leuven, 21 maart 1989) is een Belgisch wielrenner die sinds 2024 voor de ploeg Lidl-Trek rijdt. Zijn jongere broer Benjamin Declercq, was ook enkele jaren profrenner. Zijn vader Karel Declercq is cabaretier van beroep.

## Biografie
Nadat Tim Declercq in 2011 Belgisch kampioen op de weg voor beloften was geworden. Tekende hij voor het seizoen 2012 zijn eerste profcontract bij Topsport Vlaanderen-Baloise. Vanaf één januari 2017 maakte hij de overstap naar de UCI World Tour, dit bij Quick-Step Floors. Sedert 2024 rijdt hij voor Lidl-Trek. 
In januari 2017 kreeg hij in Argentinië van tv-journalisten de bijnaam 'El Tractor', wegens zijn kopwerk voor de ploeg. Hij won de Kristallen Zweetdruppel als beste helper van het peloton in 2018, 2019, 2020 en 2021 en werd daarmee recordhouder. Hij won ook de Flandrienprijs voor beste ploegmaat in 2021. In 2020 werd hij door zijn collegarenners verkozen tot 'best domestique of the world' op Cyclingnews.com. 
In het seizoen 2022 kampte Declerq met gezondheidsproblemen. In februari 2022 raakte de Vlaming besmet met COVID-19, waarna hij door pericarditis een deel van het klassieke voorjaar miste. Door het vinden van Covid-restwaarden in zijn bloed moest Declercq zich een paar dagen voor de start van de Ronde van Frankrijk terugtrekken en laten vervangen door Florian Sénéchal.

## Overwinningen
2011
2e en 5e etappe Ronde van Namen
 Belgisch kampioen op de weg, Beloften
2012
Internationale Wielertrofee Jong Maar Moedig
2013
Internationale Wielertrofee Jong Maar Moedig
2015
Dernycriterium Mazenzele
2019
Bergklassement Ronde van de Algarve

## Resultaten in voornaamste wedstrijden
| Jaar | Ronde van Italië | Ronde van Frankrijk | Ronde van Spanje |
| ---- | ---------------- | ------------------- | ---------------- |
| 2012 |                  |                     |                  |
| 2013 |                  |                     |                  |
| 2014 |                  |                     |                  |
| 2015 |                  |                     |                  |
| 2016 |                  |                     |                  |
| 2017 |                  |                     | 129e             |
| 2018 |                  | opgave              |                  |
| 2019 |                  |                     | 78e              |
| 2020 |                  | 127e                |                  |
| 2021 |                  | 141e (laatste)      |                  |
| 2022 |                  |                     |                  |
| 2023 |                  | 118e                |                  |
| 2024 |                  | opgave              |                  |
| 2025 |                  |                     |                  |

| Jaar | Milaan-San Remo | Gent-Wevelgem | Ronde van Vlaanderen | Parijs-Roubaix | Amstel Gold Race | Luik-Bast.‑Luik | Waalse Pijl | Parijs-Tours | Classic Brugge-De Panne |  | WK op de weg |  | Wereldranglijsten |
| ---- | --------------- | ------------- | -------------------- | -------------- | ---------------- | --------------- | ----------- | ------------ | ----------------------- |  | ------------ |  | ----------------- |
| 2012 |                 |               |                      |                |                  |                 | opgave      |              |                         |  |              |  |                   |
| 2013 |                 |               |                      |                |                  |                 |             |              |                         |  |              |  |                   |
| 2014 |                 | 91e           | opgave               | opgave         |                  |                 |             |              |                         |  |              |  |                   |
| 2015 |                 |               |                      | 41e            | opgave           | opgave          |             | opgave       |                         |  |              |  |                   |
| 2016 |                 |               | 62e                  | opgave         |                  | 138e            | 150e        |              |                         |  |              |  |                   |
| 2017 |                 |               |                      | opgave         |                  |                 |             |              |                         |  |              |  | 413e (UWT)        |
| 2018 | 156e            | 138e          | opgave               | opgave         |                  |                 |             |              |                         |  |              |  | 257e (UWT)        |
| 2019 | 152e            | 63e           | 113e                 | opgave         |                  |                 |             |              |                         |  | opgave       |  |                   |
| 2020 | 108e            | 71e           | 38e                  |                |                  | opgave          | 67e         |              | Zilver                  |  |              |  |                   |
| 2021 | 151e            |               | opgave               | 69e            |                  |                 |             |              | opgave                  |  | opgave       |  |                   |
| 2022 |                 |               | opgave               | opgave         |                  | opgave          |             |              |                         |  |              |  |                   |
| 2023 | 121e            | opgave        | opgave               | 53e            |                  |                 |             |              | opgave                  |  |              |  |                   |
| 2024 |                 |               | opgave               | 39e            |                  |                 |             | opgave       |                         |  |              |  |                   |
| 2025 |                 |               | opgave               | opgave         |                  |                 |             |              | 94e                     |  |              |  |                   |

## Onderscheidingen
Kristallen zweetdruppel: 2018, 2019, 2020 en 2021

## Ploegen
- 2010 –  Jong Vlaanderen-Bauknecht (stagiair vanaf 1 augustus)
- 2012 –  Topsport Vlaanderen-Mercator
- 2013 –  Topsport Vlaanderen-Baloise
- 2014 –  Topsport Vlaanderen-Baloise
- 2015 –  Topsport Vlaanderen-Baloise
- 2016 –  Topsport Vlaanderen-Baloise
- 2017 –  Quick-Step Floors
- 2018 –  Quick-Step Floors
- 2019 –  Deceuninck–Quick-Step
- 2020 –  Deceuninck–Quick-Step
- 2021 –  Deceuninck–Quick-Step
- 2022 –  Quick Step-Alpha Vinyl
- 2023 –  Soudal-Quick Step
- 2024 –  Lidl-Trek
- 2025 –  Lidl-Trek

Broeders · Calleeuw · De Decker · De Neef · Dupont · Durant · Ligneel · Pannekoek · Paulissen · Pieters · Schepmans · Schets · Serry · Terweduwe · Van Immerseel · Vandousselaere · Vandyck · Verraes · Verwaest · Declercq (stagiair) · Stallaert (stagiair)
Armée · Cornu · De Jonghe · De Ketele · De Vreese · Declercq · Jacobs · Jodts · Lietaer · Mertens · Neirynck · Salomein · Serry · Van Asbroeck · Van Hecke · Van Hoecke · Van Staeyen · Van Vooren · Vanoverberghe · Vandousselaere · Vanspeybrouck · Waeytens · Wallays
Armée · Cornu · De Buyst · De Jonghe · De Ketele · De Vreese · Declercq · Helven · Jacobs · Lampaert · Lietaer · Mertens · Neirynck · Salomein · Sprengers · Van Asbroeck · Van Hecke · Van Hoecke · Van Staeyen · Vanbilsen · Vandousselaere · Vanoverberghe · Vanspeybrouck · Waeytens · Wallays
Campenaerts · De Pauw · De Buyst · De Jonghe · De Ketele · Declercq · Helven · Jacobs · Lampaert · Lietaer · Rickaert · Salomein · Sprengers · Steels · Theuns · Van Asbroeck · Van Hecke · Van Hoecke · Vanoverberghe · Van Staeyen · Vanbilsen · Vanspeybrouck · Vergaerde · Waeytens ·  Wallays
Campenaerts · Capiot · De Ketele · De Pauw · De Tier · Declercq · Helven · Jacobs · Lietaer · Naesen · Rickaert · Salomein · Sprengers · Steels · Theuns · Van Hecke · Van Hoecke · Van Lerberghe · Van Meirhaeghe · Vanoverberghe · Vanspeybrouck · Vergaerde · Jel.Wallays · Jen.Wallays
Alaphilippe · Bauer · Boonen (tot 09/04) · Brambilla · Capecchi · Cavagna · de la Cruz · De Plus · Declercq · Devenyns · Gaviria · Gilbert · Jungels · Keisse · Kittel · Lampaert · Martin · Martinelli · Mas · Richeze · Sabatini · Schachmann · Serry · Štybar · Terpstra · Trentin · Vakoč · Velits · Vermote · Hodeg (stagiair) · Kasperkiewicz (stagiair)
Alaphilippe · Asgreen · Capecchi · Cavagna · De Plus · Declercq · Devenyns · Gaviria · Gilbert · Hodeg · Jakobsen · Jungels · Keisse · Knox · Lampaert · Martinelli · Mas · Mørkøv · Narváez · Richeze · Sabatini · Schachmann  · Sénéchal · Serry · Štybar · Terpstra · Vakoč · Viviani
Alaphilippe · Asgreen · Capecchi · Cavagna · Declercq · Devenyns · Evenepoel   · Gilbert · Hodeg · Honoré · Jakobsen · Jungels · Keisse · Knox · Lampaert · Martinelli · Mas · Mørkøv · Richeze · Sabatini · Sénéchal · Serry · Štybar · Vakoč · Viviani 
Alaphilippe  · Almeida · Archbold · Asgreen · Bagioli · Ballerini · Bennett · Cattaneo · Cavagna · Declercq · Devenyns · Evenepoel   · Garrison · Hodeg · Honoré · Jakobsen · Jungels · Keisse · Knox · Lampaert · Masnada · Mørkøv · Sénéchal · Serry · Steels · Steimle · Štybar · Van Lerberghe · Quinn (stagiair) · Vansevenant (stagiair)
Alaphilippe  · Almeida · Archbold · Asgreen · Bagioli · Ballerini · Bennett · Cattaneo · Cavagna · Cavendish · Černý · Declercq · Devenyns · Evenepoel · Garrison · Hodeg · Honoré · Jakobsen · Keisse · Knox · Lampaert · Masnada · Mørkøv · Sénéchal · Serry · Steels · Steimle · Štybar · Van Lerberghe · Vansevenant · Osborne (stagiair) · Van Tricht (stagiair)
Alaphilippe  · Asgreen · Bagioli · Ballerini · Cattaneo · Cavagna · Cavendish · Černý · Declercq · Devenyns · Evenepoel  · Honoré · Jakobsen  · Keisse · Knox · Lampaert · Masnada · Mørkøv · Schmid · Sénéchal · Serry · Steels · Steimle · Štybar · Svrček (vanaf 1/7) · Van Lerberghe · Van Tricht · Van Wilder · Vansevenant · Vernon · Vervaeke · Raccani (stagiair)
Alaphilippe · Asgreen · Bagioli · Ballerini · Cattaneo · Cavagna · Černý · Declercq · Devenyns · Evenepoel    · Hirt · Jakobsen  · Knox · Lampaert · Masnada · Merlier · Mørkøv · Pedersen · Schmid · Sénéchal · Serry · Steimle · Svrček · Van Lerberghe · Van Tricht · Van Wilder · Vansevenant · Vernon · Vervaeke
Bagioli · Bernard · Cataldo · Ciccone · Consonni · Declercq · Felline · Geoghegan Hart · Ghebreigzabhier · Gibbons · Hoole · Kirsch · Konrad · López · Milan · Mollema · Mosca · Nys · Oomen · Pedersen · Simmons · Skjelmose · Skujiņš · Stuyven · Tesfatsion · Theuns · Vacek · Vergaerde · Verona · Ronhaar (stagiair)